# Río Vindel
El río Vindel  (en sueco: Vindelälven) es un río europeo que discurre por el norte de Suecia, un afluente del río Ume que luego desemboca en el golfo de Botnia. Tiene una longitud de 452,7 km y drena una cuenca de 12.850 km².

## Geografía
El río Vindel nace cerca de la frontera noruego-sueca, en los Alpes escandinavos, en el extremo occidental de la provincia de Norrbotten. Tras un tramo muy corto, entra en la provincia de Västerbotten en su extremo noroccidental. Vira hacia el sureste corriendo a través de la región de la Laponia sueca, hasta desembocar, por la margen izquierda, en el río Ume, a unos 25 km de su desembocadura en Umeå, en el golfo de Botnia.
En el río Vindel no hay ninguna central hidroeléctrica. Es el segundo mayor río en longitud de la provincia de Västerbotten, tras el río Ume (467,4 km).

## Sitio Ramsar
El 19 de marzo de 2013 la totalidad del curso del río y de sus afluentes fue declarado sitio Ramsar, protegiéndose  66 395 ha (n.º ref. 2182):

Extendiéndose 450 km desde la región biogeográfica alpina de Suecia hasta la costa, el sitio abarca todo el río Vindel y sus afluentes. Vindel es uno de los cuatro grandes ríos nacionales protegidos de Suecia; está libre de represas hidroeléctricas y tiene muchos rápidos impresionantes. La vegetación acuática en las partes del río que fluyen lentamente está bien desarrollada. El flujo de agua natural y las inundaciones estacionales tienen un efecto positivo en la flora, que es particularmente rica en especies para las condiciones boreales del norte.
Stretching 450 kilometres from Sweden’s alpine biogeographic region to the coast, the Site encompasses the entire Vindelälven River and its tributaries. Vindelälven is one of Sweden’s four large protected national rivers; it is free of hydropower dams and includes a large number of impressive rapids. The water vegetation in the slow-running parts of the river is well developed. The natural water flow and seasonal flooding have a positive effect on the flora along the river, which is particularly species-rich for northern boreal conditions.
Ramsar